# Festus Gontebanye Mogae

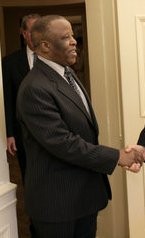
Mogae

Festus Gontebanye Mogae (Serowe, 21 augustus 1939) was van 1998 tot 2008 president van Botswana.

## Levensloop
Mogae is afkomstig uit een protestantse familie. Hij studeerde economie aan Oxford University en later te Sussex. Na de onafhankelijkheid (1966) van Botswana werd hij lid van de Botswana Democratic Party en werkte hij bij de overheid van zijn land. Hij was onder meer secretaris-generaal van het departement van Financiën.
Vanaf 1992 was hij vicepresident van Botswana. Na het aftreden van Quett Masire in 1998 als president van Botswana volgde Mogae hem in die functie op. Zijn beleid is er een van continuïteit en non-raciale politiek.
In 2008 werd hij opgevolgd door zijn vice-president Ian Khama. Dat jaar werd hij onderscheiden met de Mo Ibrahimprijs, een hulde met enorm geldbedrag voor goed bestuur gevolgd door een regulier vertrek na verloop van de wettelijke termijnen. Hij was de tweede die de prijs kreeg.